# Team Lotus (2010–11)
A Team Lotus, originalmente Lotus Racing, foi uma equipe de automobilismo que disputou a Fórmula 1 sob licença malaia. A equipe competiu durante as temporadas de 2010 e 2011, a equipe não conseguiu marcar nenhum ponto no campeonato nos dois anos que disputou.
A equipe foi criada por um grupo de empresários da Malásia liderados por Tony Fernandes usando uma licença da Lotus Cars, propriedade da Proton, para o uso do nome Lotus na Fórmula 1. A equipe ganhou o lugar da BMW após esta ter anunciado a sua decisão de se retirar do campeonato no final da temporada de 2009. Ela junta-se à HRT F1 Team e à Virgin Racing como uma das novas equipes para a temporada de 2010. Depois de ter terminado essa licença para novas temporadas, a equipe comprou a marca histórica Team Lotus para disputar a temporada de 2011.
O Grupo Caterham foi criado após Fernandes comprar a fabricante britânica Caterham Cars. A Team Lotus, embora fazendo parte do grupo, continuou a competir sob o nome Lotus na temporada de 2011. O nome da equipe foi finalmente alterado para "Caterham F1 Team", no final de 2011, que também competiu sob a marca Caterham em conjunto com a Caterham Racing Junior Team, que competiu na GP2 Series.

## História
Fundada como Lotus Racing, a equipe era operada pela 1Malaysia Racing Team Sdn. Bhd., um projeto de financiamento privado de propriedade conjunta do Grupo Tune e Grupo Naza, em parceria com o governo da Malásia e um consórcio de empresários malaios. A Proton, uma empresa malaia montadora de carros que detém a Lotus Cars, deu permissão para a equipe usar a marca Lotus na Fórmula 1. O governo da Malásia enfatizou que o próprio governo não iria investir na equipe e que o investimento do governo da Malásia representava apenas através da Proton. O projeto fazia parte da iniciativa 1Malaysia, destinada a promover a unidade entre os malaios.
A equipe foi formada após a equipe Litespeed F3 se aproximar do empresário malaio Tony Fernandes, que já havia patrocinado a equipe Williams através de sua companhia aérea AirAsia. A Litespeed já tinha feito sua própria oferta para entrar na temporada de 2010 com o nome Team Lotus, mas seu ingresso na categoria não foi aceito. A equipe teve sua participação na Fórmula 1 anunciada pela FIA no dia 15 de setembro de 2009, utilizando o nome Lotus. A estreia da Lotus Racing marcou o retorno do nome Lotus como um construtor de Fórmula 1 pela primeira vez desde 1994, quando a equipe original britânica Team Lotus parou de competir na Fórmula 1.
Fernandes, fundador e diretor executivo do Gropo Tune, sediado na Malásia, dono da companhia aérea AirAsia, começou como o chefe da equipe. Tendo inicialmente planejado para se retirar do papel quando a temporada começasse, posteriormente ele declarou que continuaria nesta posição. O diretor técnico da equipe foi Mike Gascoyne (que já havia trabalhado na McLaren, Tyrrell, Sauber, Jordan, Renault e Toyota), que se associou com a Litespeed desde o seu início. Os acionistas da equipe SM Nasarudin (diretor executivo e presidente-executivo do Grupo Naza) e Kamarudin Meranun (o cofundador junto com Fernandes da AirAsia e do Grupo Tune) foram nomeados como diretores suplentes da equipe.
Riad Asmat foi nomeado diretor executivo da 1Malaysia F1 Team Sdn. Bhd. Asmat trabalhou anteriormente no escritório do diretor executivo da Proton Holdings Berhad como gerente geral. Em 2006 na Proton Holdings Berhad, Riad se encarregava do desenvolvimento do seu programa de automobilismo, incluindo a participação da empresa na equipe A1 Team Malásia. Keith Saunt foi nomeado diretor de operações da equipe e foi selecionado para gerenciar a organização técnica na Grã-Bretanha, reportando-se diretamente para Mike Gascoyne. Saunt foi encarregado de supervisionar as operações técnicas do dia a dia nas instalações da equipe em Hingham, Norfolk. Sua experiência anterior incluía cargos de alto escalão na original Team Lotus, Benetton Formula, Renault F1 Team e, mais recentemente Red Bull Racing, onde ocupou a função de diretor de operações e diretor de tecnologia da Red Bull.
A equipe foi baseada na equipe RTN (Racing Technology Norfolk Ltd.) em Norfolk, Reino Unido, 16 quilômetros de distância da fábrica da Lotus Cars. O projeto futuro da equipe, fabricação e centro técnico era inicialmente localizados em uma instalação construída especialmente no Circuito Internacional de Sepang na Malásia, mas Fernandes declariu mais tarde que a equipe iria, de fato, permanecer em Norfolk.
Em 14 de dezembro de 2009 a equipe anunciou o italiano Jarno Trulli e o finlandês Heikki Kovalainen como dupla de pilotos para a temporada de 2010. O malaio Fairuz Fauzy foi apresentado como piloto de testes.
Em 12 de fevereiro de 2010, a equipe apresentou seu carro para a disputa da temporada de Fórmula 1 de 2010, predominantemente com o tradicional verde escuro da escuderia Lotus original. O motor utilizado foi o Cosworth. A equipe apresentou um rendimento muito abaixo das equipes veteranas, porém a frente das outras estreantes, HRT e Virgin.
Em 2011 a equipe passou a utilizar motores Renault. O desempenho do carro melhorou, mas a equipe terminou o ano novamente na décima posição no Campeonato de Construtores, sem conquistar nenhum ponto, terminando três corridas na 13ª posição (dois de Trulli, um de Kovalainen).

## Uso do nome Lotus

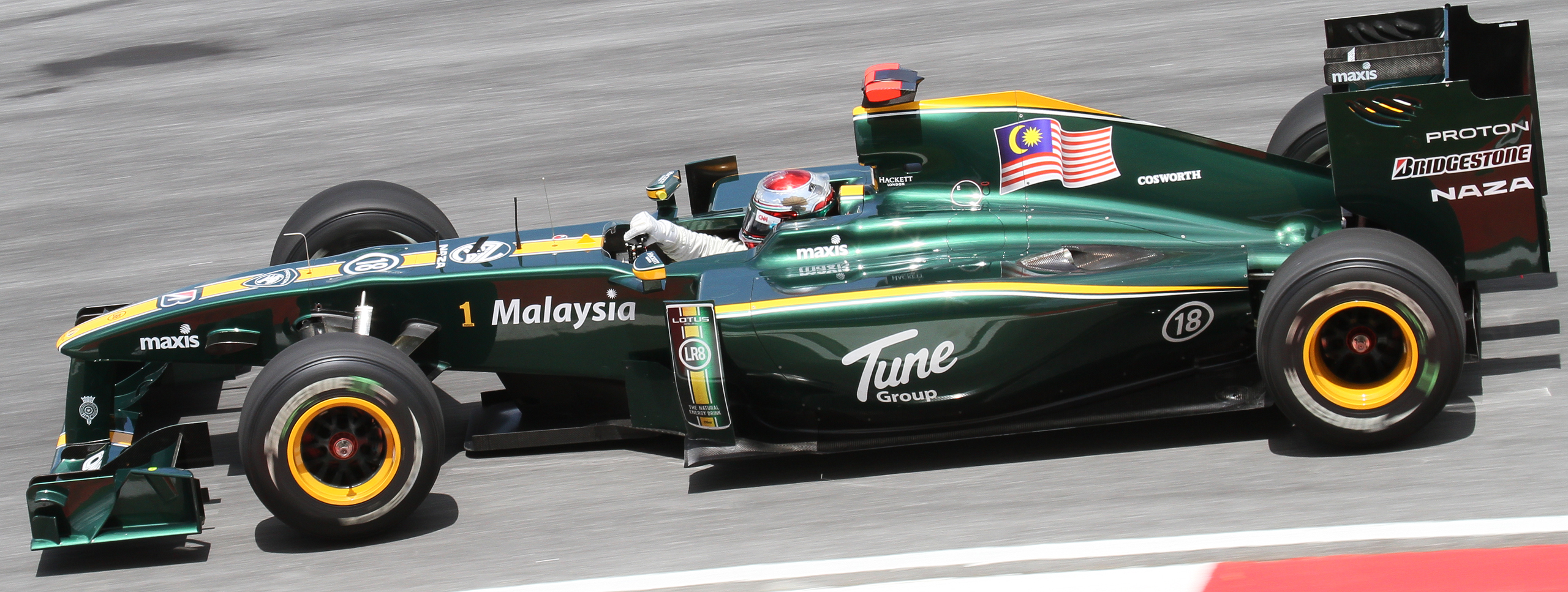
Jarno Trulli pilotando a Lotus T127 no Grande Prêmio da Malásia de 2010.

Após o colapso da Team Lotus em 1994 os direitos sobre o nome Team Lotus foram adquiridos por David Hunt, irmão do ex-piloto e campeão mundial James Hunt. Em 2009, quando a FIA anunciou a intenção de limitar o orçamento para o ingresso de novas equipes na Fórmula 1, a Litespeed adquiriu o direito de submeter uma inscrição com o nome histórico. A Lotus Cars, companhia irmã da original Team Lotus distanciou-se desta iniciativa e anunciou a sua intenção de avançar com uma ação para proteger o nome e reputação da equipe se fosse necessário. Quando a lista de inscritos para a temporada de 2010 foi divulgada no dia 12 de junho de 2009, a Litespeed Team Lotus não foi uma das selecionadas. Em setembro de 2009, o governo da Malásia apoiou a inscrição da Team Lotus para a temporada de 2010 com a intenção de promover a construtora malaia Proton, que é proprietária da Lotus Cars.
Em 15 de setembro de 2009 foi anunciada a volta de uma equipe com o nome de Lotus às pistas de Fórmula 1, porém, tratava-se de uma nova equipe malaia, que não tinha nenhuma ligação direta com a antiga Lotus além de utilizar o nome. Tony Fernandes, o então chefe da nova equipe, a Lotus Racing (posteriormente renomeada para Team Lotus), disse que a ideia era homenagear uma antiga equipe que fez muito pela categoria no passado. A nova equipe originalmente obteve uma licença do Grupo Lotus (proprietário da Lotus Cars) que lhes permitiu usar o nome Lotus para a temporada de 2010. Em setembro de 2010, o Grupo Lotus, em acordo com sua empresa-mãe Proton, terminou a licença para temporadas futuras.

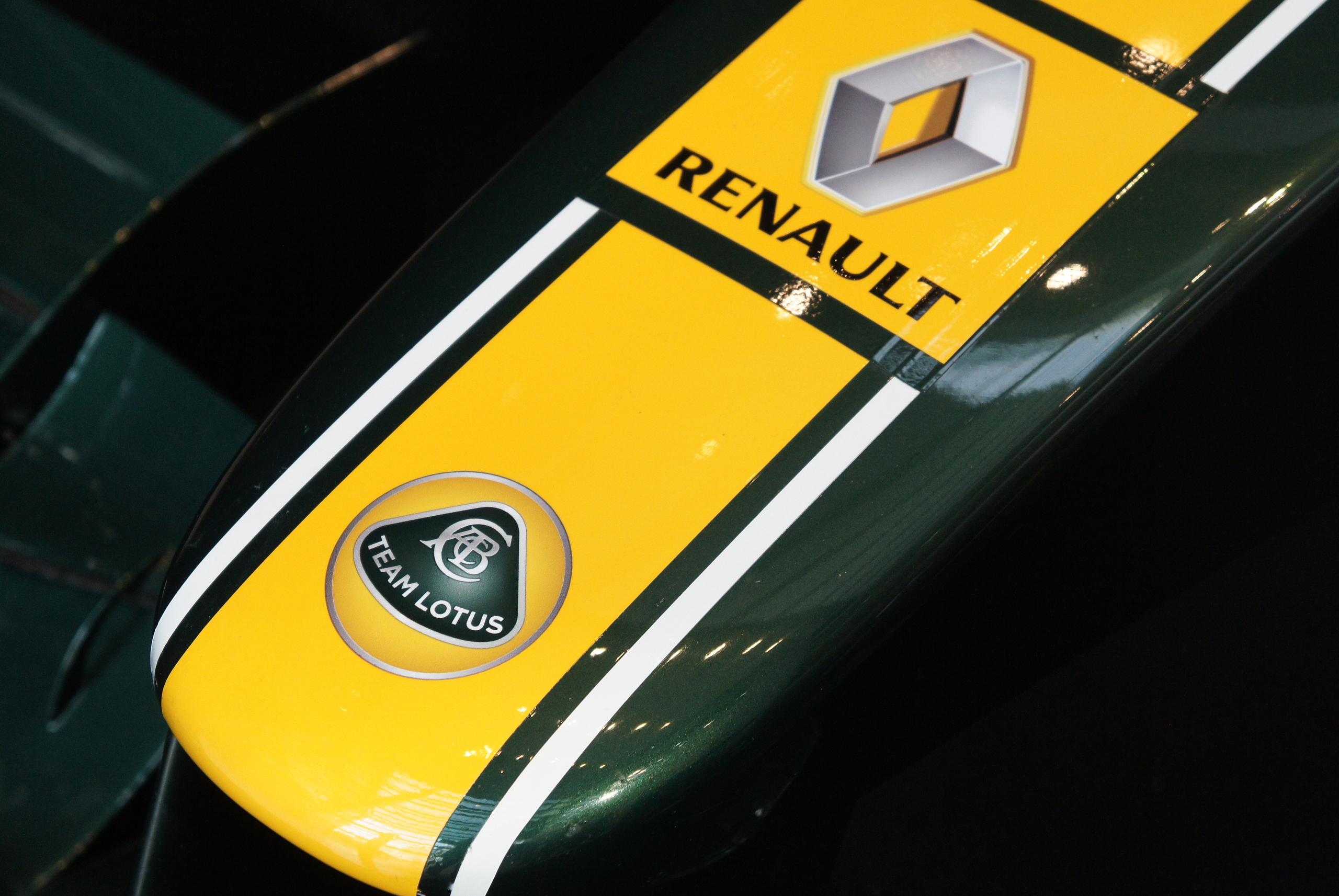
A equipe foi rebatizada para "Team Lotus" para disputar a temporada de, trazendo o famoso nome de volta para Fórmula 1.

Em 24 de setembro de 2010 Tony Fernandes anunciou em um comunicado de imprensa que o seu Grupo Tune tinha adquirido a Team Lotus Ventures Ltd, a empresa liderada por David Hunt desde 1994, quando a Team Lotus havia parado de competir na Fórmula 1, e com ela a propriedade plena dos direitos da marca Team Lotus e do seu patrimônio. A equipe confirmou que seria denominada de Team Lotus a partir da temporada de 2011.
Em setembro de 2010, foi anunciado que Tony Fernandes estaria expandindo seus interesses para incluir uma equipe na GP2 Series, a ser conhecida como Team AirAsia, recebendo o nome de uma das empresas de Fernandes, a AirAsia. Já existia uma equipe apoiada pela Lotus Racing conhecida como Lotus Junior Team na Formula Renault 3.5 Series. No entanto, enquanto foi anunciado que a Team AirAsia iria se juntar à GP2, seus companheiros de equipe de GP2, a ART Grand Prix, anunciou uma joint venture com a Lotus Cars, com suas equipes de GP2 e GP3 a ser renomeadas para "Lotus ART" a partir de 2011 em um semelhante arranjo como ocorreu com a Lotus Cars sendo patrocinadora de Takuma Sato e KV Racing Technology na IndyCar Series.
A Lotus Cars entrou com uma ação judicial contra a Lotus Racing, alegando que Tony Fernandes não tinha o direito de usar o nome Lotus porque David Hunt nunca esteve em uma posição para vendê-lo. Alguns comentaristas foi tão longe a ponto de sugerir que esta foi uma tentativa da Lotus Cars para forçar Fernandes a parar de usar o nome Lotus com vista ao lançamento de uma segunda equipe Lotus na Fórmula 1, em conjugação com a ART Grand Prix; a ART já havia apresentado uma proposta para se juntar à Fórmula 1 na temporada de 2011, mas retirou-se depois de não conseguir garantir um orçamento. Porém, com o apoio da Lotus Cars, a ART teria o financiamento necessário para entrar na Fórmula 1.
Em 27 de setembro de 2010, a Proton emitiu um comunicado dizendo que o Grupo Lotus proprietária de todos os direitos sobre o nome Lotus no setor automobilístico, incluindo a Fórmula 1, e que Fernandes não tinha o direito de usar a marca na temporada de 2011. Fernandes decidiu no entanto que a equipe iria para o tribunal, se fosse necessário para proteger o nome de sua equipe.
Em 8 de dezembro de 2010, o Grupo Lotus anunciou que tinha comprado uma participação na Renault F1 Team e tinha concordado em tornar-se patrocinador do nome da equipe, com a montadora francesa se retirando para o papel de fornecedor de motores. A equipe seria conhecida como "Lotus Renault GP". Este episódio gerou uma disputa judicial pelo nome entre as duas equipes (Lotus Racing e Lotus Renault) e diante do impasse, aconteceu uma situação única na Fórmula 1 em que ambas as equipes acabaram participando da temporada de 2011 como o nome Lotus e equipadas com motores Renault. Para reforçar ainda mais a confusão, o Grupo Lotus anunciou que os carros Lotus Renault GP de 2011 seria nas cores preta e dourada que lembra os da John Player & Sons anteriormente usados pela Team Lotus de Colin Chapman da década de 1980, em paralelo com os planos de Tony Fernandes para correr em 2011 com um escudo inspirado na JPS. No entanto, em 11 de dezembro de 2010, Tony Fernandes afirmou que era "ridículo" ter sua equipe nas mesmas cores da Lotus Renault GP, e, assim, sua equipe iria continuar com seu atual esquema de cores verde e amarela em 2011.
Em 23 de dezembro de 2010, Clive Chapman - o filho do fundador da Lotus, Colin Chapman - lançou, em nome da família Chapman - incluindo a viúva de Colin, Hazel - uma declaração expressando seu apoio inequívoco ao Grupo Lotus na disputa sobre o uso do nome Lotus na Fórmula 1 e declarando que a família iria "preferir que o nome Team Lotus não fosse mais usado na Fórmula 1".

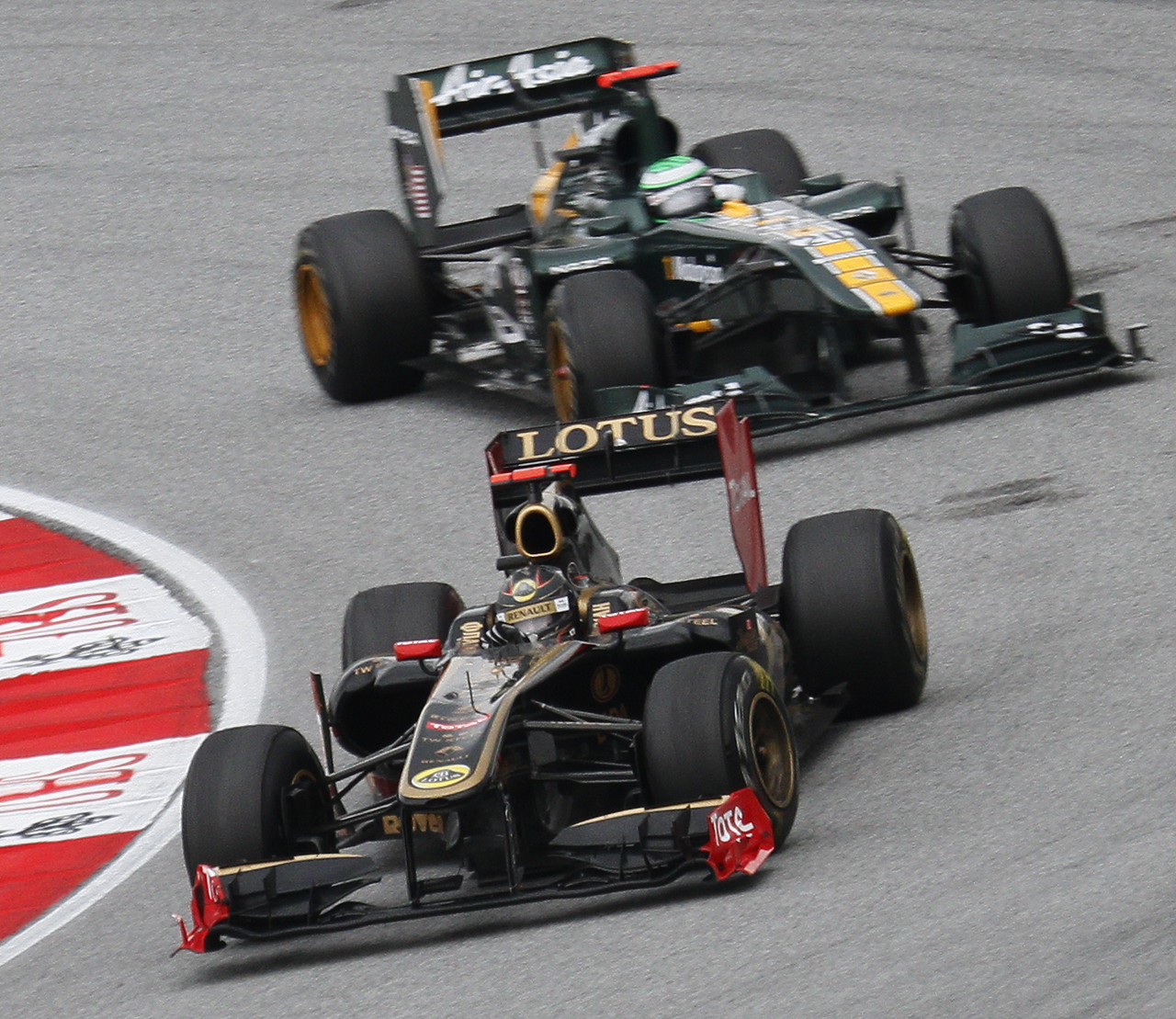
Nick Heidfeld (Lotus Renault GP) e Kovalainen (Team Lotus) no Grande Prêmio da Malásia de 2011.

Em 24 de janeiro de 2011, um juiz da Alta Corte de Justiça, em Londres definiu uma data para o julgamento sobre a disputa de nomeação para 21 de março, o que significou que duas equipes - Team Lotus e a equipe Renault patrocinada pelo Grupo Lotus - começariam a temporada de 2011 ambas com o nome Lotus. O caso não girava em torno da propriedade do nome, mas sim sobre a rescisão do contrato entre Fernandes e o Grupo Lotus. A Lotus Racing terminou a temporada de 2010 com um nome usado sob licença do Grupo Lotus. A licença foi encerrado após um ano, com o Grupo Lotus alegando que Fernandes tinha violado os termos do contrato em usar o nome e a imagem da Lotus Cars, e assim eram livres para denunciá-lo; Fernandes, por outro lado, alegou que o Grupo Lotus tinha denunciado abusivamente o contrato. O objetivo da audiência de março era para determinar se ou não o contrato de licenciamento foi denunciado abusivamente. A audiência sobre a propriedade do nome Team Lotus teria lugar no final daquele ano.
No lançamento do Renault R31 em Valência, Espanha, o proprietário da Lotus Renault GP Gerard Lopez expressou frustração sobre a situação e sugeriu que a disputa não era sobre os direitos de um nome da equipe ou a herança do nome Lotus, mas ao longo dos direitos de transmissão televisiva pagos anualmente para as equipes pela Formula One Management (FOM). Os comentaristas sugeriram que Fernandes e sua equipe seria elegível para tanto quanto $36 milhões por ter terminado em décimo no Campeonato Mundial de Construtores de 2010, que ele perderia se mudasse o nome de sua equipe.
Na véspera da audiência na Alta Corte de março de 2011, David Hunt afirmou que Tony Fernandes havia se recusado a honrar suas obrigações contratuais em adquirir o nome Team Lotus e estava tentando renegociar o contrato com termos que Hunt descreveu como "ridículos". Hunt emitiu um ultimato, afirmando que, se Fernandes não honrasse o contrato original, posteriormente, Hunt não iria apoiá-lo em seu caso contra o Grupo Lotus. A Team Lotus entrou no Grande Prêmio da Austrália de 2011 com o apoio de David Hunt em seu caso contra o Grupo Lotus ter feito uma reviravolta em suas críticas anteriores de Fernandes e da equipe.

### Resultado

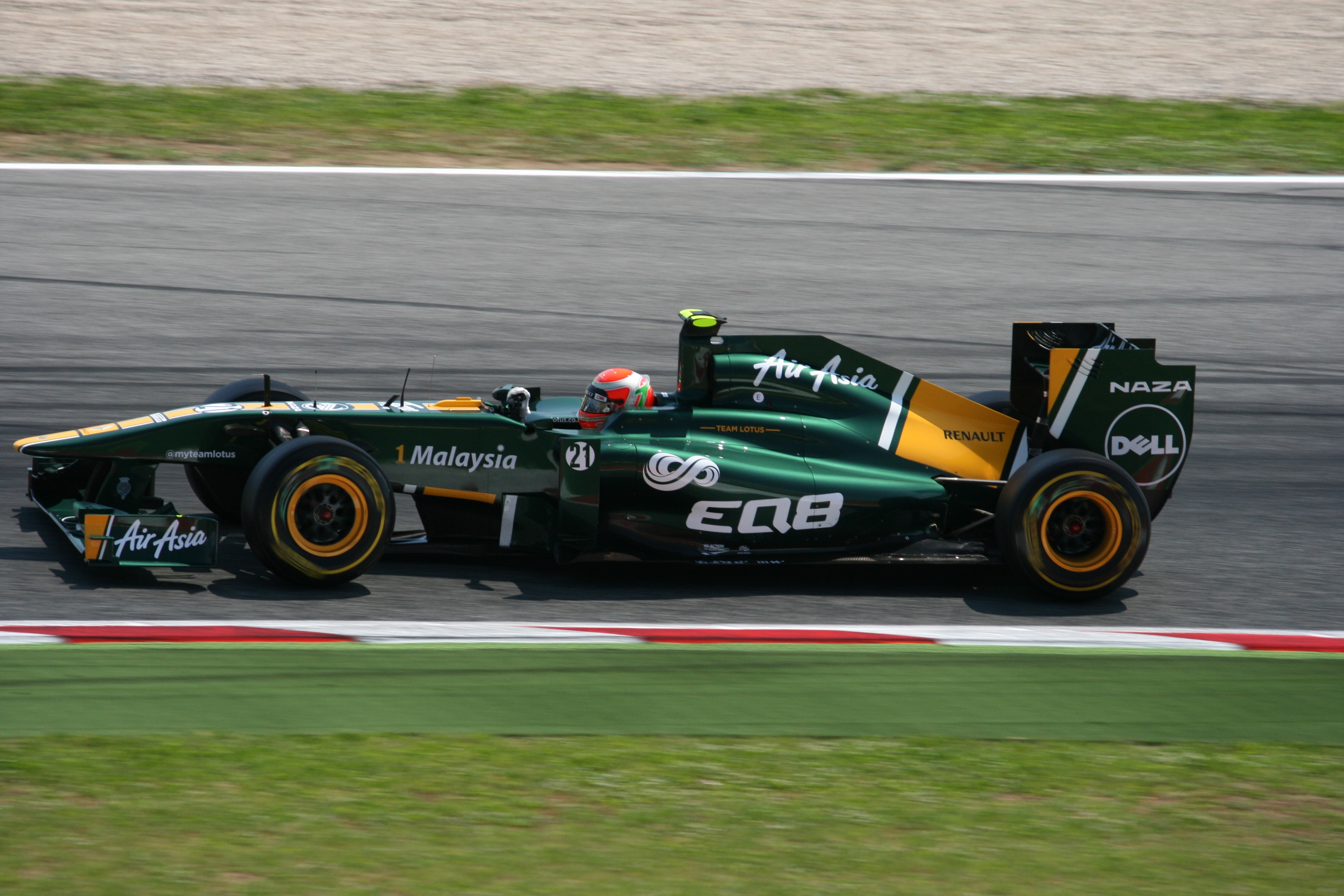
Heikki Kovalainen pilotando a Lotus T128 no Grande Prêmio da Espanha de 2011.

Em 27 de maio de 2011, a Alta Corte decidiu que a equipe poderia continuar usando o nome "Team Lotus" e o escudo da Team Lotus, mas não poderia usar "Lotus" por conta própria. A decisão confirmou Fernandes como o proprietário do nome Team Lotus, por ter comprado de Hunt os direitos do nome. A decisão do tribunal afirmou que o Grupo Lotus tinha direito exclusivo de usar o nome "Lotus" por conta própria, e poderia entrar na Fórmula 1 usando o nome "Lotus" na equipe, nas cores pretas e douradas, e o escudo Lotus. A Team Lotus foi solicitada a pagar uma indemnização após ser encontrada uma violação do acordo de licenciamento feito com o Grupo Lotus, que tinha feito o time competir como "Lotus Racing" durante a temporada de 2010.

### Fim da disputa do nome Lotus
Apesar da Alta Corte ter decidido que a equipe ainda poderia usar o nome Lotus na Fórmula 1 e Fernandes foi confirmado como o dono do nome Team Lotus com o direito de chamar seus carros de "Lotus" e usar o logotipo da marca sob os termos do acordo de 1985, entre o Lotus Cars e Team Lotus. No entanto, a questão só foi resolvida em outubro de 2011 quando Tony Fernandes anunciou que estava abrindo mão do nome Lotus e que iria usar o nome Caterham a partir da temporada de 2012 em sua equipe na Fórmula 1, a fim de evitar possíveis disputas legais com a Lotus Cars (proprietária dos carros Lotus), para o direito de usar o nome "Lotus" na Fórmula 1.

## Sede
A equipe era baseado na instalação RTN em Norfolk, Reino Unido, a 10 km da fábrica da Lotus Cars. O projeto da equipe, fabricação e centro técnico estavam localizados no Circuito Internacional de Sepang na Malásia.

## Resultados completos na Fórmula 1
| Ano  | Carro | Motor                | Pneu | Nº | Pilotos           | 1   | 2   | 3   | 4   | 5   | 6   | 7   | 8   | 9   | 10  | 11  | 12  | 13  | 14  | 15  | 16  | 17  | 18  | 19  | Pontos | Posição final |
| ---- | ----- | -------------------- | ---- | -- | ----------------- | --- | --- | --- | --- | --- | --- | --- | --- | --- | --- | --- | --- | --- | --- | --- | --- | --- | --- | --- | ------ | ------------- |
| 2010 | T127  | Cosworth CA 2010 V8  | B    |    |                   | BAR | AUS | MAL | CHN | ESP | MON | TUR | EUR | CAN | GBR | ALE | HUN | BEL | ITA | SIN | JAP | COR | BRA | ABU | 0      | 10º           |
| 2010 | T127  | Cosworth CA 2010 V8  | B    | 18 | Jarno Trulli      | 17≠ | DNS | 17  | Ret | 17  | 15≠ | Ret | Ret | 21  | 16  | Ret | 15  | 19  | Ret | Ret | 13  | Ret | 19  | 21≠ | 0      | 10º           |
| 2010 | T127  | Cosworth CA 2010 V8  | B    | 19 | Heikki Kovalainen | 15  | 13  | NC  | 14  | DNS | Ret | Ret | 16  | Ret | 17  | Ret | 14  | 16  | 18  | 16≠ | 12  | 13  | 18  | 17  | 0      | 10º           |
| 2011 | T128  | Renault RS27-2011 V8 | P    |    |                   | AUS | MAL | CHN | TUR | ESP | MON | CAN | EUR | GBR | ALE | HUN | BEL | ITA | SIN | JAP | COR | IND | ABU | BRA | 0      | 10º           |
| 2011 | T128  | Renault RS27-2011 V8 | P    | 20 | Heikki Kovalainen | Ret | 15  | 16  | 19  | Ret | 14  | Ret | 19  | Ret | 16  | Ret | 15  | 13  | 16  | 18  | 14  | 14  | 17  | 16  | 0      | 10º           |
| 2011 | T128  | Renault RS27-2011 V8 | P    | 21 | Jarno Trulli      | 13  | Ret | 19  | 18  | 18  | 13  | 16  | 20  | Ret |     | Ret | 14  | 14  | Ret | 19  | 17  | 19  | 18  | 18  | 0      | 10º           |
| 2011 | T128  | Renault RS27-2011 V8 | P    | 21 | Karun Chandhok    |     |     |     |     |     |     |     |     |     | 20  |     |     |     |     |     |     |     |     |     | 0      | 10º           |

- ≠ O piloto não terminou o Grande Prêmio, mas se classificou ao completar 90% da distância total.